# Алексеевка (Перелёшинское городское поселение)
Алексеевка — посёлок в Панинском районе Воронежской области России. 
Входит в состав Перелёшинского городского поселения.

## География
Посёлок расположен в западной части Перелёшинского городского поселения, возле пруда на вершине балки Большой Макаров лог.
В посёлке имеется одна улица — Школьная.

## История
Основан в первые десятилетия XX века. В советский период здесь был создан и работал совхоз «Первомайский».

## Население
| 2000 | 2005 | 2010 |
| ---- | ---- | ---- |
| 5    | →5   | ↘1   |